# کیشا کاستل-هیوز
کیشا کاستل-هیوز (انگلیسی: Keisha Castle-Hughes؛ زاده ۲۴ مارس ۱۹۹۰) یک هنرپیشه اهل نیوزیلند است. وی از سال ۲۰۰۱ میلادی تاکنون مشغول فعالیت بوده‌است.
از فیلم‌ها یا برنامه‌های تلویزیونی که وی در آن نقش داشته است می‌توان به داستان تولد، سوارکار نهنگ و جنگ ستارگان اپیزود سوم: انتقام سیت اشاره کرد.